# Essex (bil)

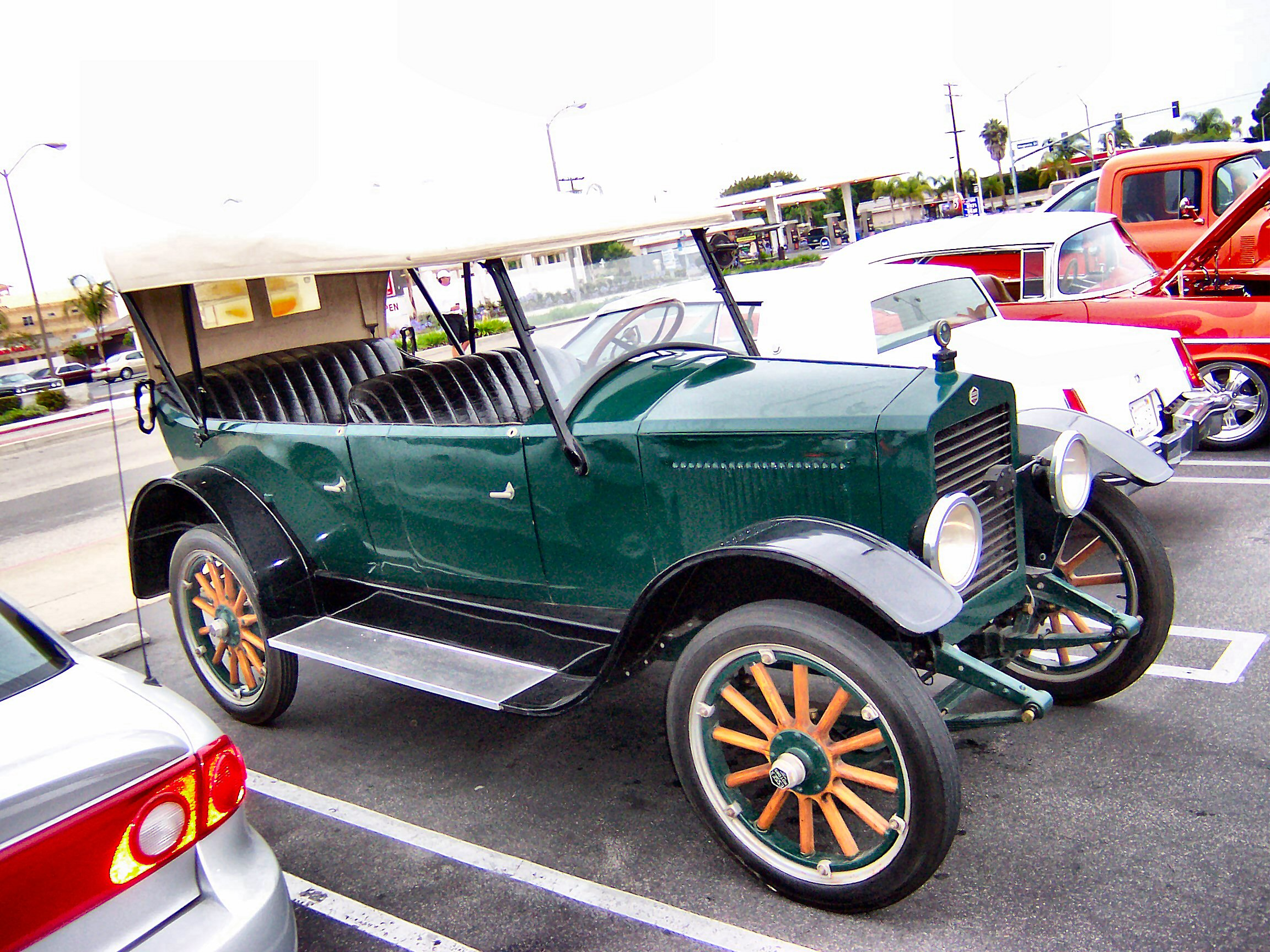
Essex ca 1920

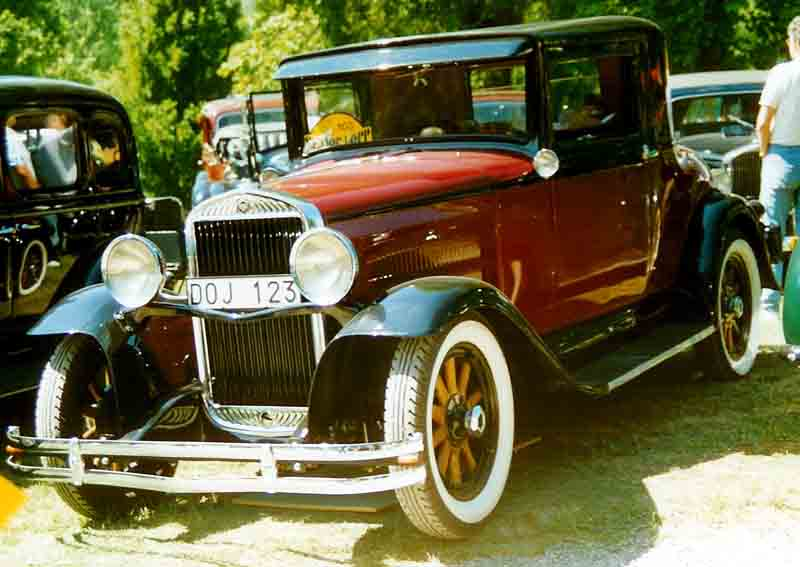
Essex Super Six 1931

Essex var ett amerikanskt bilmärke som tillverkades av Hudson Motor Car Co i Detroit, Michigan mellan 1919 och 1932.

## Historia
Essex introducerades som ett mindre och billigare alternativ till de stora Hudson-bilarna. Bilen hade en fyrcylindrig motor med F-topp. 1924 ersattes den av en sexa med sidventiler. Essex blev en stor succé och under flera år på 1920-talet räckte Hudsons och Essex sammanlagda försäljning till en tredjeplats på USA-marknaden, efter Ford och Chevrolet. 1929 sålde Hudson Motor Car Co 300.000 bilar. Essex sålde även bra utanför USA. 1933 ersattes Essex av Terraplane.